# Públic Contra la Violència
Públic Contra la Violència (eslovac: Verejnosť Proti Násiliu, VPN) fou un moviment polític format a Bratislava (Eslovàquia) el 20 de novembre de 1989. Va ser l'homòleg eslovac del Fòrum Cívic txeca (el VPN va ser fundat al voltant de dues hores abans del Fòrum Cívic). Va tenir un paper important en la Revolució de Vellut. Entre els seus dirigents hi havia Milan Kňažko, Ján Budaj, Fedor Gál i Jozef Kučerák.
En un congrés extraordinari del partit celebrat el 27 d'abril de 1991 es va separar del VPN un nou partit anomenat Moviment per una Eslovàquia Democràtica, que va guanyar les eleccions legislatives eslovaques de 1992. La resta de VPN ràpidament va perdre el suport popular i va crear la majoria dels membres organitzaren la Unió Cívica Democràtica (Občianska Demokratická Únia, ODU) que, tanmateix, va deixar d'existir el novembre de 1992.

## Resultats electorals

### Assemblea Federal

#### Cambra del poble
| Any  | Vots      | %     | Escons   | #  | Posició              |
| ---- | --------- | ----- | -------- | -- | -------------------- |
| 1990 | 1.104.125 | 10,4% | 19 / 150 | 3r | Govern de la Majoria |

#### Cambra de les nacions
| Any  | Vots      | %     | Escons   | #  | Posició              |
| ---- | --------- | ----- | -------- | -- | -------------------- |
| 1990 | 1.262.278 | 11,9% | 33 / 150 | 3r | Govern de la Majoria |

### Consell Nacional
| Any  | Vots    | %      | Escons   | #   | Govern                |
| ---- | ------- | ------ | -------- | --- | --------------------- |
| 1990 | 991.285 | 29,35% | 48 / 150 | 1er | Mečiar I, Čarnogurský |